# Pandemia de COVID-19 en Kentucky
El primer caso de la pandemia de enfermedad por coronavirus en Kentucky, estado de los Estados Unidos, inició el 6 de marzo de 2020. Hay 10.185 casos confirmados, 3.275 recuperados y 442 fallecidos.

## Cronología

### Marzo
El gobierno de Kentucky anunció el 6 de marzo de 2020 que el estado había visto su primer caso confirmado del virus, en la ciudad de Lexington. El individuo había sido colocado en aislamiento en una instalación médica no identificada. El mismo día se declaró el estado de emergencia.
Un residente del condado de Nelson se vio obligado a aislarse por orden de las autoridades cuando se negó a autoaislarse después de dar positivo por el virus.
El 16 de marzo se confirmó el primer fallecido por el virus en el estado, el difunto era un hombre de 66 años y murió en el condado de Bourbon. Ese mismo día, el gobernador Beshear anunció que todos los bares y restaurantes estarían cerca de los restaurantes y enmiendas a los requisitos del seguro de desempleo del estado, renunciando al período de espera de siete días y al requisito de que los trabajadores busquen empleo activamente. También se presentó planes para implementar leyes estatales contra el aumento de precios a través de una orden ejecutiva.
En una conferencia de prensa el 17 de marzo, el gobernador Andy Beshear informó que el primer caso en el oeste de Kentucky había sido confirmado en el condado de Lyon y que una mujer había sido eliminada de la lista, luego de que se descubriera que había usado una dirección de Kentucky, pero estaba en realidad residente de Nueva York. Para el mismo día, se habían administrado alrededor de 380 pruebas en el estado en total, y cinco condados habían administrado 15 pruebas o más. Las tasas más altas tanto de pruebas como de casos confinados se registraron en áreas alrededor de los centros urbanos de Louisville y Lexington.
Hasta el 18 de marzo, uno de los primeros dos pacientes que dieron positivo para el virus, un hombre de 56 años del condado de Montgomery, se había recuperado completamente y fue liberado del aislamiento. Se confirmaron un total de 35 casos y se administraron 489 pruebas en todo el estado. Entre ellos había un niño de ocho meses del condado de Jefferson, reportado en buenas condiciones y tratado en casa.

## Impacto

### En el desarrollo social
Las escuelas y las instalaciones de cuidado infantil se cerraron en todo el estado.
Los proveedores de electricidad Kentucky Utilities y Louisville Gas & Electric anunciaron que suspendería los cierres y renunciaría a los cargos por pagos atrasados hasta el 1 de mayo.
A partir del 17 de marzo, el alcalde de Louisville, Greg Fischer, ordenó el cierre de parques infantiles, canchas de baloncesto y campos de fútbol en los 120 parques de Louisville el 24 de marzo.

## Respuesta gubernamental
El gobierno anunció el 16 de marzo que solicitó asistencia a la Administración de Pequeños Negocios Para obtener asistencia relacionada con los impactos en las pequeñas empresas. Se promulgó una extensión de tres meses para las licencias de conducir estatales. Las elecciones primarias del estado fueron suspendidas hasta el 23 de junio.
A partir del 11 de marzo, el presidente del Tribunal Supremo de Kentucky, John D. Minton Jr., suspendió la mayoría de las audiencias en los tribunales estatales durante un mes. Las audiencias de los tribunales federales habían sido suspendidas en otro lugar por Danny C. Reeves, juez principal de distrito de los Estados Unidos. Los líderes de la Asamblea General de Kentucky anunciaron que la sesión 2020 continuaría a pesar de las advertencias sobre reunirse en grandes grupos. Las reuniones en persona con los legisladores se limitarían solo a contactos esenciales.
Un portavoz de la Autoridad de Vivienda del Metro de Louisville informó que suspenderían los desalojos y las salidas. El Departamento de Policía del Metro de Louisville anunció que ya no responderían a ciertas llamadas, incluyendo golpes y fugas, intoxicación pública y conducta desordenada. El Departamento de Bomberos de Lexington promulgó una serie de pasos, incluida la restricción del acceso público a las estaciones, pero aún respondía a todas las llamadas de emergencia. Se ordenó a los trabajadores estatales de los Servicios de Protección Infantil que limiten el contacto con las familias, excepto en casos de "riesgo inminente o circunstancias de alto riesgo".
Debido a la gran cantidad de personas que presentaron nuevas reclamaciones, el sistema estatal de registro de trabajadores para el seguro de desempleo se derrumbó a partir del 17 de marzo y se mantuvo inactivo a partir del 18 de marzo.
A partir del 18 de marzo, el Gabinete de Transporte de Kentucky cerró todas las estaciones de Real ID además de "todas las oficinas de secretarios de tribunales de circuito, las oficinas regionales de licencias de Kentucky, la ventanilla única del gabinete y las oficinas administrativas, de mantenimiento y de equipos del distrito del gabinete".
Hasta el 22 de marzo, había 103 casos confirmados. El senador de Kentucky Rand Paul anunció que había dado positivo por el virus.
El alcalde Greg Fischer de Louisville ordenó el cierre de parques infantiles, canchas de baloncesto y campos de fútbol en los parques de la ciudad el 24 de marzo.